# Aquaducten in Friesland
Aquaducten in Friesland geeft een overzicht van de veertien aquaducten in de provincie Friesland. Vijf aquaducten maakten deel uit van het Friese Merenproject. Het aquaduct bij Uitwellingerga (Prinses Margriettunnel) was het allereerste aquaduct van Friesland.

## Tabel aquaducten (chronologisch)
| Jaar | Naam                        | Plaats                | Weg                                | Water                  | Afbeelding                             |
| ---- | --------------------------- | --------------------- | ---------------------------------- | ---------------------- | -------------------------------------- |
| 1978 | Prinses Margriettunnel      | Uitwellingerga        | A7                                 | Prinses Margrietkanaal | Prinses Margriettunnel                 |
| 1993 | Akwadukt Mid-Fryslân        | Grouw                 | A32                                | Prinses Margrietkanaal | Akwadukt Mid-Fryslân                   |
| 1996 | Leppa Akwadukt              | Akkrum                | A32                                | Boorne                 | Leppa Akwadukt                         |
| 2003 | Houkesloot Aquaduct         | Sneek                 | N354                               | Houkesloot             | Houkesloot Aquaduct                    |
| 2007 | Ie Aquaduct                 | Woudsend              | N928                               | Ee                     | Ie-Akwadukt                            |
| 2007 | Galamadammen Akwadukt       | Galamadammen (Koudum) | N359                               | Johan Frisokanaal      | Aquaduct bij Galamadammen              |
| 2007 | Jeltesloot Aquaduct         | Hommerts              | N354                               | Jeltesloot             |                                        |
| 2007 | Aquaduct Langdeel           | Leeuwarden            | N31                                | Langdeel               |                                        |
| 2008 | Aquaduct De Geeuw           | Sneek                 | N7                                 | Geeuw                  |                                        |
| 2014 | Richard Hageman Aquaduct    | Leeuwarden            | N31                                | Van Harinxmakanaal     |                                        |
| 2014 | Margaretha Zelle Akwadukt   | Leeuwarden            | Fahrenheitweg/Johannes Brandsmaweg | Van Harinxmakanaal     |                                        |
| 2016 | Hendrik Bulthuis Akwadukt   | Bergum                | N356                               | Kromme Ee              | Akwadukt in Sintrale As, novimber 2016 |
| 2017 | M.C. Escher Akwadukt        | Leeuwarden            | Drachtsterweg                      | Van Harinxmakanaal     |                                        |
| 2017 | Akwadukt Van Harinxmakanaal | Harlingen             | N31                                | Van Harinxmakanaal     |                                        |

## Kaart
aquaducten ·
gemalen ·
kerkgebouwen ·
klokkenstoelen ·
sluizen en stuwen ·
stadhuizen ·
stationsgebouwen ·
stinsen ·
vuurtorens ·
waaggebouwen ·
watertorens ·
windmolens ·
windmotoren